# Giovanni Carlo Bevilacqua
Pour les articles homonymes, voir Bevilacqua (homonymie).
Giovanni Carlo Bevilacqua, (Venise, 1775 - 1849) est  un peintre italien qui a été actif à la fin du XVIIIe  et au début du  XIXe siècle. 

## Biographie
Giovanni Carlo Bevilacqua a été un élève de Francesco Maggiotto.

## Œuvres
- Chutes d'eau à Tivoli,
- Printemps, Museo Correr, Venise
- Allégories du Printemps et de l'Été, fresque,
- Jeune danseur avec corne d'abondance et une grappe de raisin,

## Sources
- x